# Hemipenaeus
Genre
Hemipenaeus est un genre de crustacés décapodes dont les représentants ressemblent à des crevettes.

## Liste des espèces
Selon World Register of Marine Species (11 mars 2017) et ITIS (11 mars 2017) :
- Hemipenaeus carpenteri Wood-Mason, 1891
- Hemipenaeus spinidorsalis Bate, 1881